# Міосепт
Міосе́пти (від грец. міо — м'яз і лат. saeptum — перегородка) — міокоми, сполучнотканинні перегородки, що розділяють міомери в ланцетника та хребетних. Міосепти складно вигнуті, натягнуті між осьовим скелетом і шкірою, служать опорою для м'язових волокон міомерів. У безхвостих земноводних та амніотів (крім змій) міосепти існують тільки на стадії зародка.